# Team Seas
Team Seas, estilizado como #TeamSeas, é um projeto criado pela comunidade do YouTube por MrBeast e Mark Rober como uma continuação de #TeamTrees com a meta de remover 30 milhões de libras (13,6 milhões de kg) de lixo marinho até 1 de janeiro de 2022. Metade das doações vai para a Ocean Conservancy e a outra metade vai para The Ocean Cleanup e a ONU, que deram a tarefa de limpar os mares e os rios, respectivamente.

## História
Após o sucesso de Team Trees, Mark Rober e MrBeast queriam fazer um projeto semelhante, desta vez abordando o lixo no oceano e nas praias. MrBeast tweetou em 13 de fevereiro de 2020 que se ele atingisse 30 milhões de assinantes, ele lançaria um projeto semelhante, onde remove 30 milhões de libras de lixo do oceano.

### Respostas
Em 29 de outubro de 2021, MrBeast e Mark Rober viajaram para a República Dominicana para ajudar a limpar várias praias da região, bem como ajudar comunidades carentes a despejar seu lixo sem jogá-lo nos rios que conduzem ao oceano. Muitos YouTubers também aderiram ao movimento.